# 페이조아다 (브라질 음식)
페이조아다(포르투갈어: feijoada) 또는 페이조아다 아 브라질레이라(포르투갈어: feijoada à brasileira)는 브라질식 페이조아다이다. 강낭콩의 일종인 검정거북콩에 고기 등 여러 재료를 넣고 오래 삶은 음식이며, 보통 쌀밥과 함께 먹는다. 평소에 먹는 페이장보다 무거운 음식으로, "모두 갖춘 페이조아다"라는 뜻의 페이조아다 콤플레타(포르투갈어: feijoada completa)로도 부르며, 일요일 점심(브라질의 주찬은 점심이다.) 등에 주요리로 먹는다. 브라질의 국민 음식 가운데 하나로 여겨진다.

## 이름
포르투갈어 "페이조아다 아 브라질레이라(feijoada à brasileira)"는 "브라질식 페이조아다"라는 뜻이다. "아 브라질레이라(à brasileira)"는 "브라질식의" 라는 뜻이며, "브라질의"라는 뜻의 "브라질레이라(brasileira)"에 "~에"라는 뜻의 전치사 "아(a)"와 정관사 "아(a)"가 합쳐진 "아(à)"를 붙인 것이다.

## 역사
콩에 고기 등을 넣어 요리하는 페이조아다는 포르투갈 음식이며, 포르투갈인들에 의해 브라질에 도입되었다. 주로 흰강낭콩 등을 쓰는 유럽식 콩 요리와 달리 라틴 아메리카 지역에서는 검정거북콩을 많이 사용하는데, 브라질에서도 검정거북콩을 사용한 아호스 이 페이장(쌀밥과 콩)을 주식으로 먹는다. 노예제 폐지 이후 해방 노예들이 페이장(콩 스튜)에 지배층이 먹지 않는 돼지 부속 부위를 넣어 먹은 것이 브라질식 페이조아다의 시초로 여겨진다. 브라질식 페이조아다에 대한 첫 문서 기록은 헤시피에서 발간된 1827년 3월 2일자 《지아리우 지 페르남부쿠》에 등장한다.

## 만들기
물에 불린 검정거북콩을 헹궈서 물에 삶아 익힌다. 주로 압력솥을 사용하며, 월계수 잎을 넣기도 한다. 고기로는 전통적 재료인 돼지 귀와 족발 등 부속 외에도 갈비, 등심 등이 사용된다. 칼라브레자나 파이우 등의 링구이사(소시지)와 카르니 세카, 베이컨 등 훈제, 염지, 건조 육가공품도 사용된다. 고기와 육가공품들은 먼저 라드 등에 따로 볶아 익힌 다음, 페이장에 넣어 함께 끓여 낸다. 페이조아다는 쌀밥과 함께 내며, 파로파나 볶은 콜라드 등을 곁들이기도 한다.

## 사진

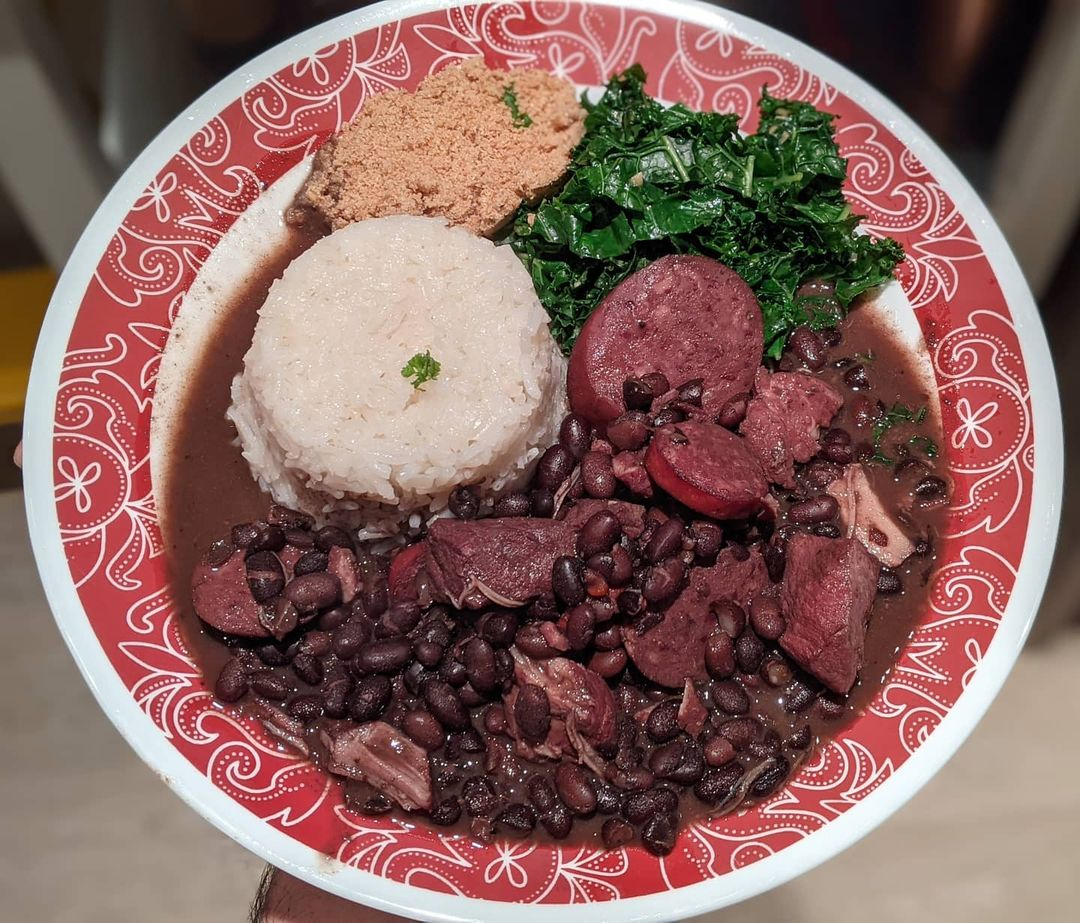
쌀밥과 파로파, 볶은 콜라드를 곁들인 페이조아다

## 같이 보기
- 아호스 이 페이장
- 페이조아다: 포르투갈 음식
- 페이조아다: 동티모르 음식
- 페이조아다 파라엔시
- 페이장
- 페이장 트로페이루